# Nebrioporus solivagus
Nebrioporus solivagus är en skalbaggsart som först beskrevs av Omer-cooper 1965.  Nebrioporus solivagus ingår i släktet Nebrioporus och familjen dykare. Inga underarter finns listade i Catalogue of Life.